# Sirohi (ciutat)
Sirohi és una ciutat del Rajasthan capital del districte de Sirohi i antiga capital del principat de Sirohi. Està situada a 24° 53′ 06″ N, 72° 51′ 45″ E / 24.885°N,72.8625°E. Consta al cens del 2001 amb una població de 35.531 habitants; la població el 1901 era de 5.651 habitants.

## Història
Fou fundada vers 1425 per Raja Sains Mai i va agafar el nom de la seva antiga capital Shivpuri uns quilòmetres a l'est, abandonada per ser considerada poc saludable, i avui dia en ruïnes. A uns 2 km al nord es va fundar la capella de Sarneshwar (una forma de Siva), la deïtat tutelar. Estava rodejada d'una muralla construïda per un dels sultans musulmans de Malwa que s'hauria curat de la lepra banyant-se en un font propera. A la plana sota hi ha els cenotafis dels sobirans de Sirohi. El palau dels maharaos fou engrandit al segle xix i està situat a un turó dominant la ciutat.

## Llocs interessants
- Temple de Sarneshwar
- Carrer del temple
- Temple d'Ambeshwarji
- Fort de Sirohi (Palau Kesar Villa)
- Pavapuri (temple jainista)